# Manoleasa
Manoleasa é uma comuna romena localizada no distrito de Botoşani, na região de Moldávia. A comuna possui uma área de 94.23 km² e sua população era de 3669 habitantes segundo o censo de 2007.